# Kaiserkronen Karls VII.

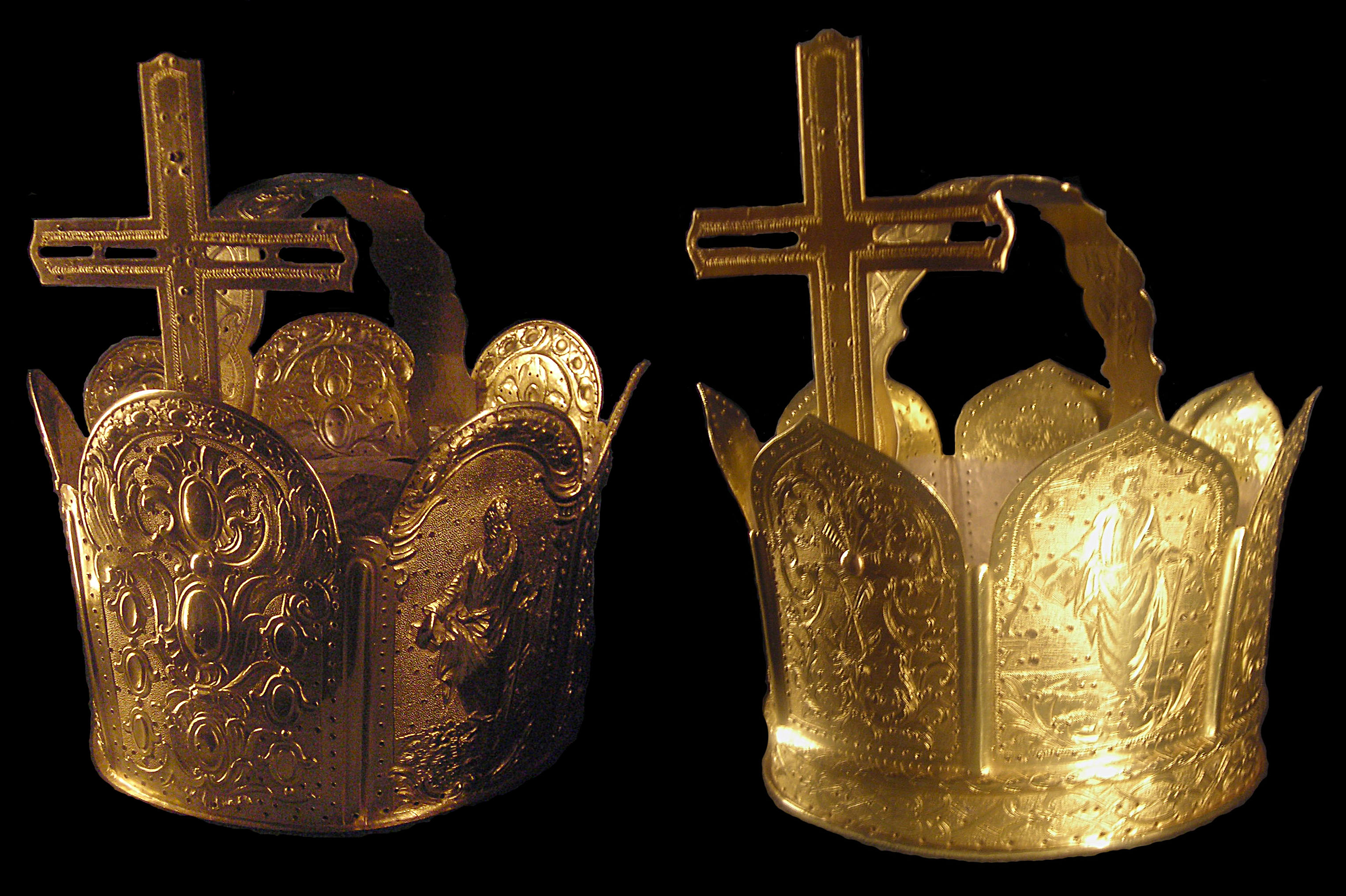
Die kaiserlichen Hauskronen Karls VII. Links die Augsburger Krone, rechts die Frankfurter Krone

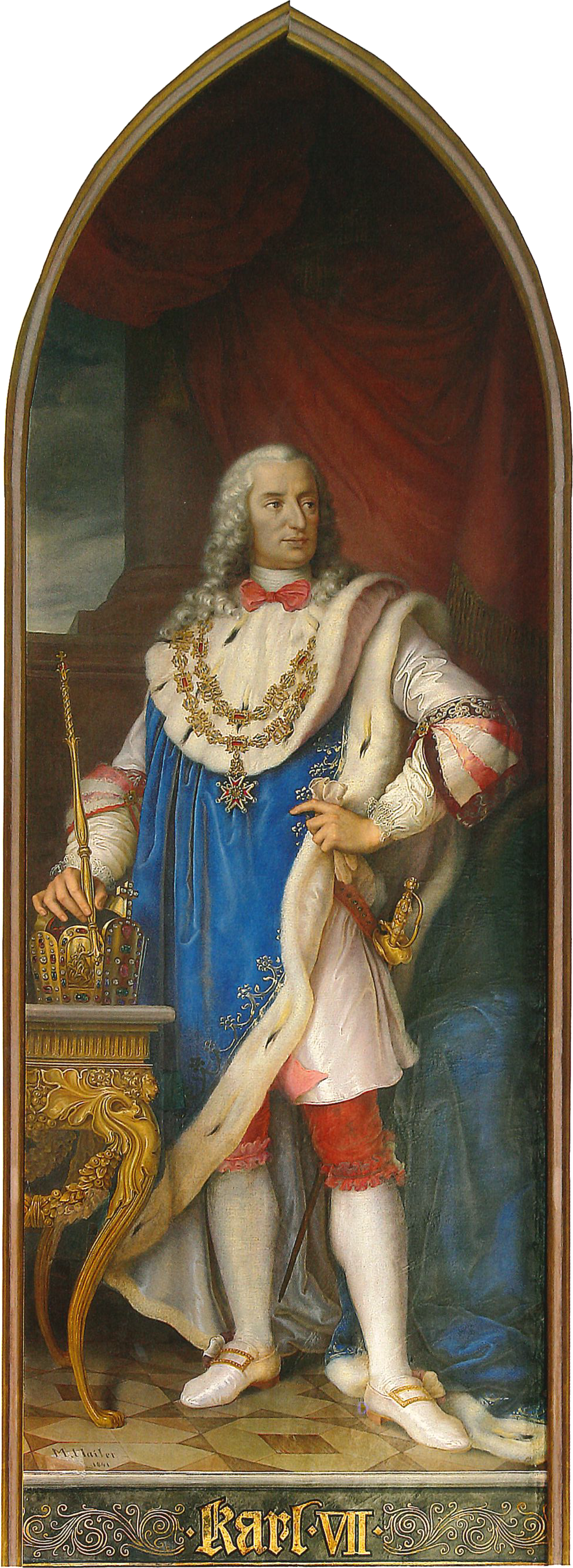
Karl VII. mit der Augsburger Krone

Unter den Kaiserkronen Karls VII. versteht man zwei Kaiserkronen des römisch-deutschen Kaisers Karl VII., die heute in der Schatzkammer der Münchner Residenz verwahrt werden.
Da die Reichskrone lediglich bei der Krönung der Herrscher getragen wurde, verwendeten die römisch-deutschen Kaiser bei allen anderen Anlässen, zu denen sie gemäß dem Zeremoniell mit einer Krone erschienen, sogenannte Hauskronen. Die Hauskrone Rudolfs II., die von ihm und seinen habsburgischen Nachfolgern verwendet wurde, ist bis heute erhalten. Als der bayerische Kurfürst Karl Albrecht als Karl VII. als erster Nicht-Habsburger seit langer Zeit zum römisch-deutschen Kaiser gewählt und am 12. Februar 1742 gekrönt wurde, stand ihm noch keine andere kaiserliche Krone zur Verfügung. Daher gab er 1742 die Schaffung zweier Hauskronen in Auftrag. Das Inventar der Schatzkammer der Residenz München führte sie erstmals 1745 auf.
Im Gegensatz zur für Hauskronen üblichen Form der Mitrenkrone handelt es sich bei beiden Kronen um freie Nachbildungen der Reichskrone aus vergoldetem Silber. Beide weisen sieben zusammenhängende Platten mit einem kaiserlichen Kronbügel auf und beide tragen ein Kreuz über der Stirnplatte. Auf zwei der vorderen Platten finden sich die Figuren der beiden Apostel Petrus und Paulus. Die erste, größere Krone wurde von Jakob Philipp Drentwett in Augsburg hergestellt. Sie hat eine Höhe von 25,3 cm und einen Durchmesser von 23 cm und zeigt auf den Platten Muschel-, Blatt- und Knorpelornamente. Die zweite, kleinere Krone wurde von Nikolaus Nell in Frankfurt am Main hergestellt. Sie hat eine Höhe von 25,2 cm und einen Durchmesser von 22 cm und zeigt gravierte Ranken und Bandornamente. Beide Kronen besaßen ursprünglich Kronhauben und waren mit reichem Edelsteinschmuck versehen. Der Edelsteinbesatz wurde unter den Nachfolgern, wahrscheinlich schon unter Kurfürst Maximilian III. Joseph, aus den Kronen entfernt und in Orden und Schmuckstücken weiterverarbeitet.
| Augsburger Krone                                                                                   | Frankfurter Krone                                                                                      |
| -------------------------------------------------------------------------------------------------- | --- |
| - Die Augsburger Krone von oben - Die Augsburger Krone von vorne - Die Augsburger Krone von rechts | - Die Frankfurter Krone von links - Die Frankfurter Krone von vorne - Die Frankfurter Krone von rechts |